# Evangelische Kirche (Küchen)

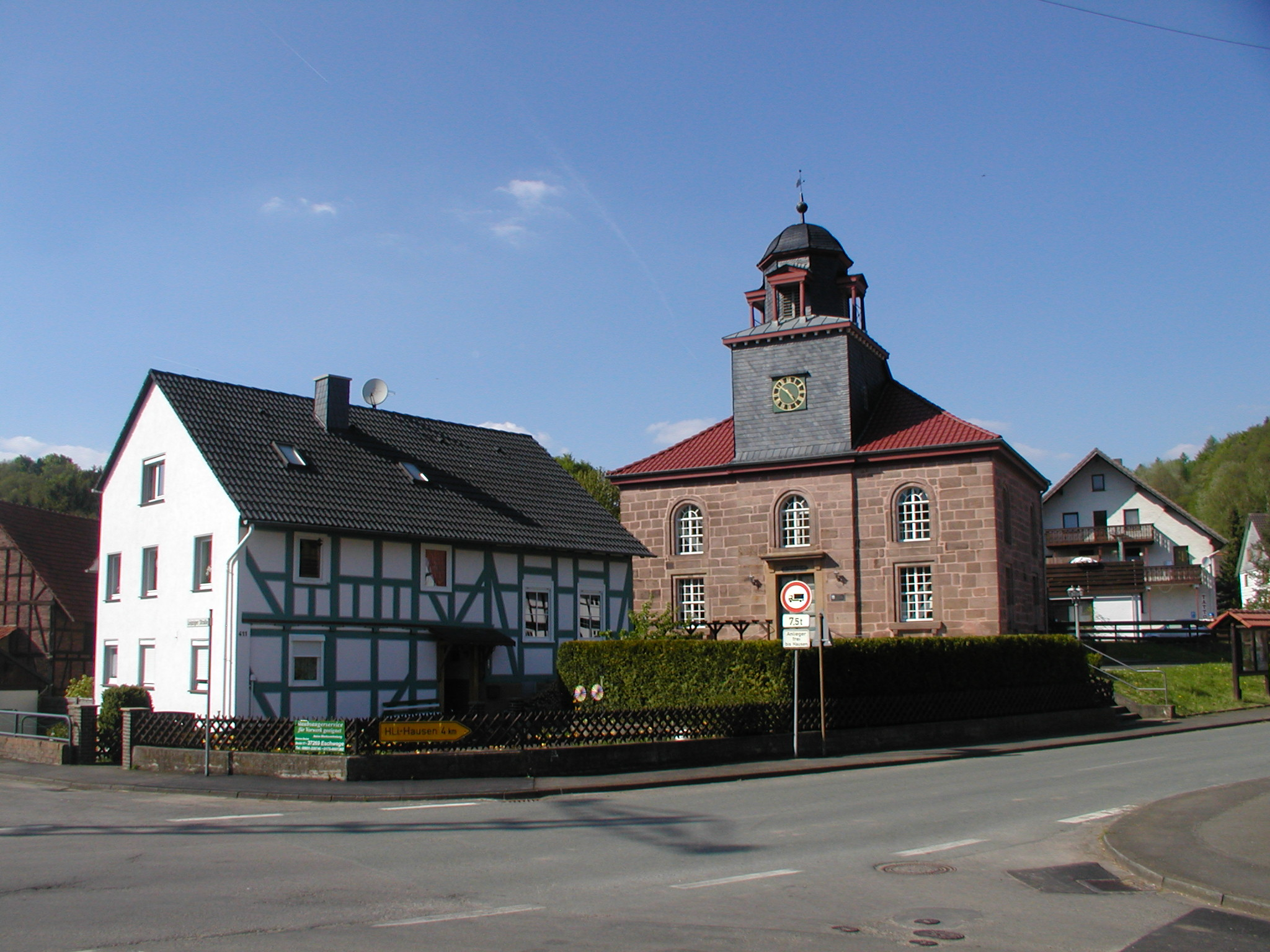
Evangelische Kirche (Küchen)

Die evangelische Kirche Küchen ist ein denkmalgeschütztes Kirchengebäude, das in Küchen, einem Ortsteil der Stadt Hessisch Lichtenau im Werra-Meißner-Kreis (Hessen) steht. Die Kirchengemeinde gehört zum Kirchenkreis Werra-Meißner im Sprengel Kassel der Evangelischen Kirche von Kurhessen-Waldeck.

## Beschreibung
Nach dem Abriss einer verfallenen Holzkirche wurde im Jahre 1827 von Landbaumeister Johann Friedrich Matthei eine klassizistische Querkirche aus Quadermauerwerk erbaut. In den Jahren 1999 bis 2003 musste die Kirche in einen Rohbau zurückgebaut und anschließend wieder neu aufgebaut werden. Die Fenster des mit einem Walmdach bedeckten Kirchenschiffs sind zweigeschossig angeordnet. Über dem Risalit mit dem Portal an der Südseite erhebt sich ein quadratischer Dachturm aus schieferverkleideten Holzfachwerk. Auf ihm sitzt ein achteckiger Aufsatz, der von vier Ädikulä flankiert wird, und mit einer glockenförmigen Haube bekrönt wird. 
Im Innenraum sind die ansteigenden Kirchenbänke und die von toskanischen Säulen getragenen Emporen halbkreisförmig angeordnet. Die Kanzel steht an der rückwärtigen Längswand hinter dem Altar. Die Orgel wurde 1840 von Friedrich Ziese gebaut.